# Don Drummond
Don Drummond (Kingston, 1932 — 6 de maio de 1969) foi um famoso trombonista e compositor. Ele foi um dos membros originais dos The Skatalites e compôs muitas de suas músicas.
Drummond nasceu em Kingston, Jamaica, em 1932. Sua carreira musical começou em meados dos anos 50 com o Eric Reitores All-Stars. Ele continuou em 1960 com os outros, incluindo Kenny Williams.
Com o nascimento do ska, Don ingressou no The Skatalites. Ele se tornou um grande nome na música da Jamaica, antes de sofrer problemas mentais. Ele foi classificado pelo pianista George Cisalhamento entre os melhores cinco do mundo no trombone.
Em 1965 Drummond foi condenado por homicídio de Anita "Margarita" Mahfood, uma cantora e dançarina exótica. Ele foi internado no Belle Vue Asilo, Kingston, onde permaneceu até à sua morte em 1969. A causa da morte foi "suicídio", mas outras teorias permanecem; alguns acreditam que foi contra a cena musical e outros acreditam que ele foi morto por gangsters, como vingança pelo assassinato de Mahfood.